# La Rabatelière
La Rabatelière è un comune francese di 844 abitanti situato nel dipartimento della Vandea nella regione dei Paesi della Loira.

## Società

### Evoluzione demografica
Abitanti censiti